# Gemeinschaftsumschalter
Als Gemeinschaftsumschalter (GUm) wird ein Gerät zur Mehrfachnutzung einer Teilnehmeranschlussleitung (früher „Amtsleitung“) mit in der Regel zwei Rufnummern (Zweieranschluss, Mehrfachanschluss oder Gemeinschaftsanschluss) bezeichnet. Im analogen Telefonnetz wurden diese Zweieranschlüsse wegen Leitungsmangels vergeben. Diese Anschlüsse waren oft weit von der Vermittlungsstelle entfernt.
Er schaltet den Amtsruf auf das der jeweiligen Rufnummer zugeordnete Endgerät. Ebenso schaltet er das Endgerät an die Amtsleitung, sobald der Gabelumschalter des Telefonapparates betätigt (also der Telefonhörer abgenommen) wird. Andere Endgeräte sind solange inaktiv, die am gleichen GUm angeschlossenen Teilnehmer können sich deshalb nicht untereinander anrufen. Der Gemeinschaftsumschalter ist in der Vermittlungsstelle an eine Gemeinschaftsübertragung (GAsUe) angeschlossen, die ihn auch mit Strom versorgt. Er benötigt daher auch keine Stromversorgung vor Ort. In der Relaistechnik gab es sie als Beikasten mit zwei Haftrelais und später als elektronische Baugruppe in der Anschlussdose vor dem Endgerät. 
Im Telefonnetz der Deutschen Telekom werden Gemeinschaftsanschlüsse nicht mehr verwendet.

## Bauformen
- 1/2 GUm 39
- 1/2 GUm 53
- 1/2 GUm 58

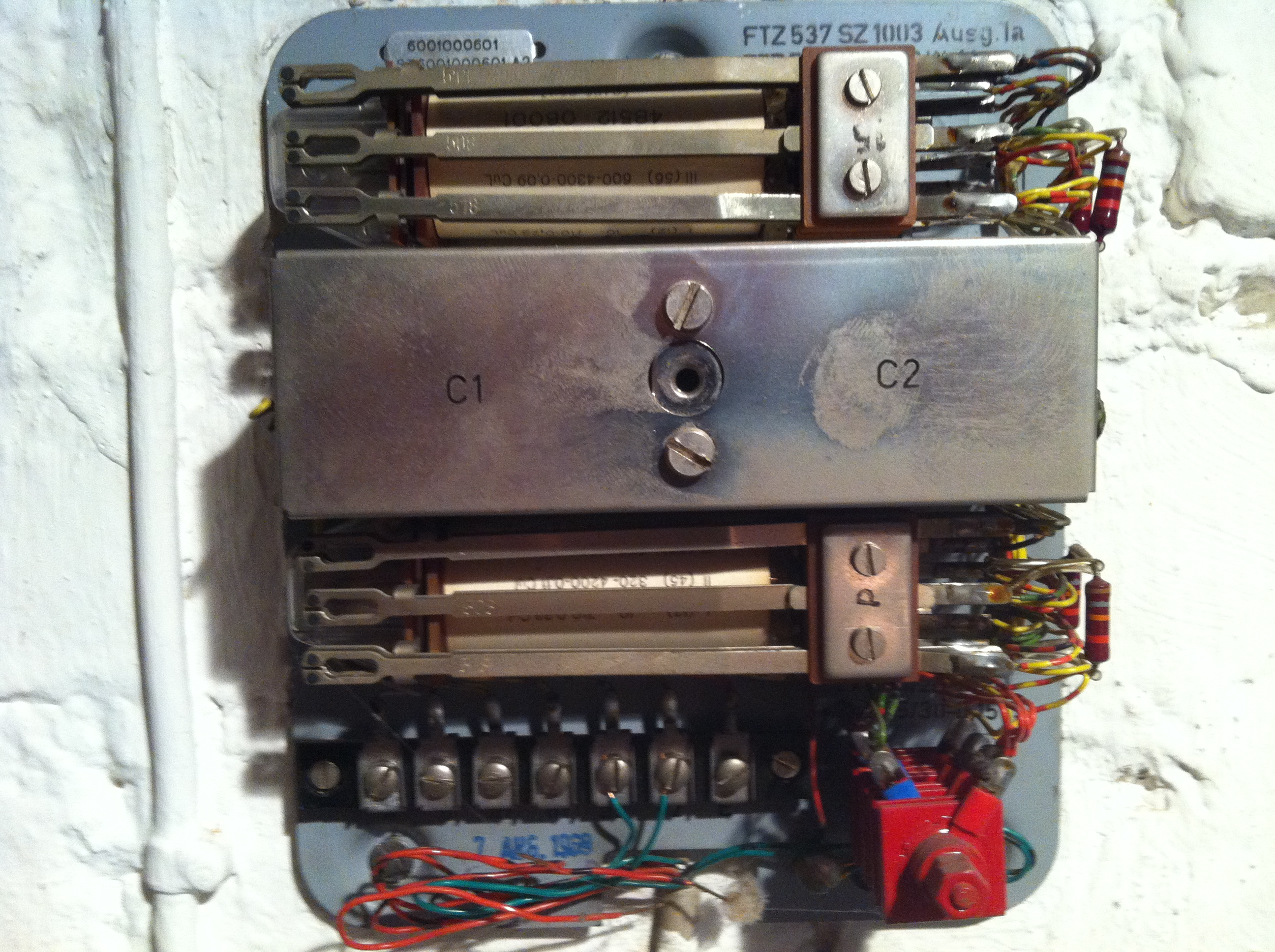
Gemeinschaftsumschalter 1/2 GUm 53 von SEL (Standard Elektrik Lorenz)

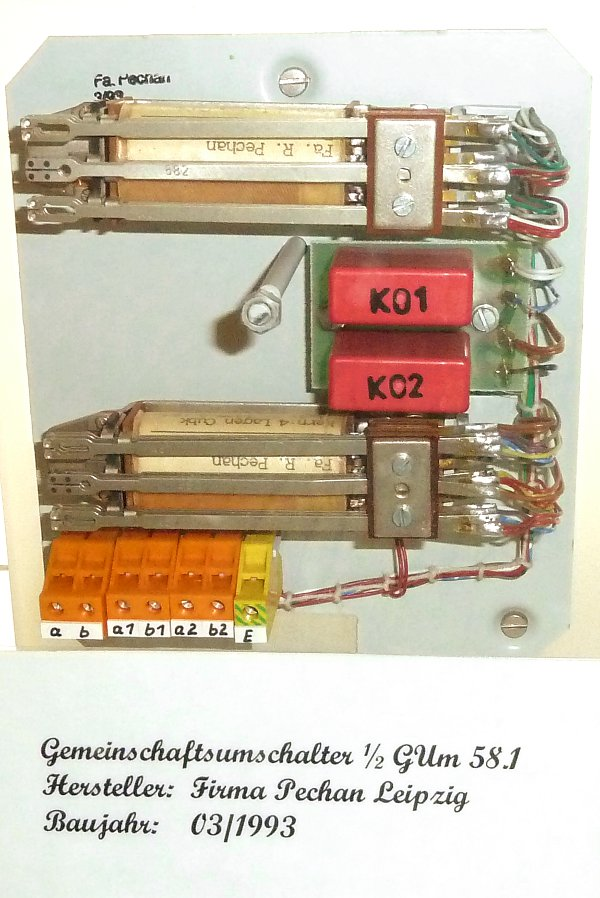
Gemeinschaftsumschalter 1/2 GUm 58.1

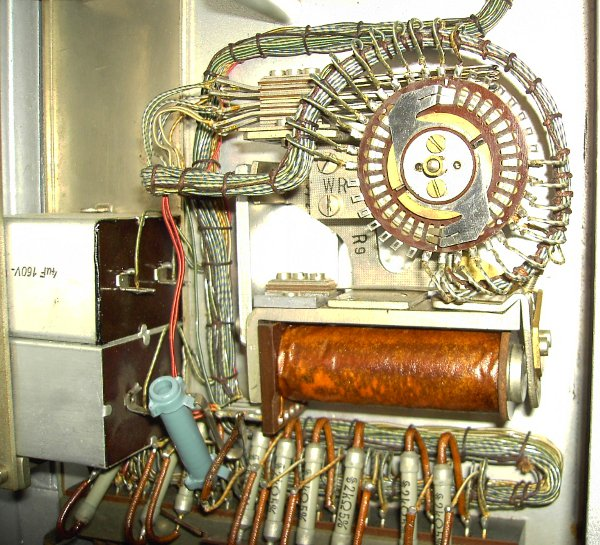
Gemeinschaftsumschalter GUm 1/10

- 1/2 GUm 59 (nur im Gebiet der Deutschen Post)
- 1/2 GUm 70 (nur im Gebiet der Deutschen Post)
- 1/2 GUm 90 (nur im Gebiet der Deutschen Post)
- 1/10 GUm (nur im Gebiet der Deutschen Post)
- 3/10 GUm (nur im Gebiet der Deutschen Post)
- Zweieranschluss ZA68 (Österreich)

Die Bezeichnung der Gemeinschaftsumschalter in Deutschland setzt sich zusammen aus:
- 1/2 = 1 Amtsleitung / 2 Teilnehmeranschlüsse mit je einer eigenen Rufnummer
- GUm = Gemeinschaftsumschalter
- Jahreszahl (19xx) der Konstruktion

## Allgemeines
Die älteren Zweieranschlüsse (1/2 GUm 39) zeigen in einigen Teilen kleine Mängel, die einem allgemeinen Einsatz von Zweieranschlüssen entgegenstehen. Im alten Gemeinschaftsumschalter verursacht das Weichenrelais, das mit seinen Wicklungen in den Sprechadern liegt, zusätzliche Verluste (Dämpfung, Speisestromverlust). Der alte Umschalter unterbricht die Leitungsschleife sofort nach dem Auflegen des rufenden Teilnehmers. Der Gebührenimpuls für einen Gebührenanzeiger zum Anzeigen der Einheiten wurde bei einem Ortsgespräch erst nach dem Auflegen des Telefonhörers gesendet und konnte deshalb nicht verwendet werden.
Eine weitere Eigenart war, dass der Wecker des am Gespräch nicht beteiligten Teilnehmers durch die Aufladung und Entladung der Kondensatoren leise mit angeschlagen hat, sobald der andere Teilnehmer den Hörer abnimmt oder auflegt.
Die alte Schaltung der Gemeinschaftsübertragung hat den Nachteil, dass das Sperren einer einzelnen Sprechstelle und das Umschalten auf die Fernsprechsonderdienste nur durch Auslöten und Isolieren einzelner Relaiskontakte möglich sind. Alle diese Nachteile des Umschalters und der Übertragung haben sich durch den Einsatz neuer Bauteile vermeiden lassen. Es wurde in dem neuen Umschalter (1/2 GUm 53) das Haftrelais eingeführt. Das Haftrelais blieb nach dem Auflegen des Hörers angezogen und die Gebührenimpulse nach dem Gespräch konnten übertragen werden.